# 裴天轶
裴天轶（Pei Tianyi，1994年8月17日—），中国男子羽毛球运动员。

## 簡歷
2011年，裴天轶代表国家队參加印度勒克瑙舉行的亞洲青年羽毛球錦標賽，與区冬妮合作贏得混合雙打銀牌。

## 主要比賽成績
只列出曾進入準決賽的國際賽事成績：
| 年份   | 賽事                 | 公開賽級別 | 項目     | 搭檔   | 成績   |
| ------ | -------------------- | ---------- | -------- | ------ | ------ |
| 2011年 | 亞洲青年羽毛球錦標賽 | 其他       | 混合團體 | －     | 金牌   |
| 2011年 | 亞洲青年羽毛球錦標賽 | 其他       | 混合雙打 | 区冬妮 | 銀牌   |
| 2012年 | 亞洲青年羽毛球錦標賽 | 其他       | 混合團體 | －     | 銀牌   |
| 2012年 | 世界青年羽毛球錦標賽 | 其他       | 混合團體 | －     | 銀牌   |
| 2012年 | 世界青年羽毛球錦標賽 | 其他       | 男子雙打 | 张宁一 | 銅牌   |
| 2017年 | 奧地利羽毛球公開賽   | 國際挑戰賽 | 混合雙打 | 吴茜茜 | 準決賽 |

| 2007-2017年 | 首要超級賽 | 超級賽 | 黃金大獎賽 | 大獎賽 | 國際挑戰賽 | 國際系列賽 | 未來系列賽 | 其他 |

| 2018-2026年 | 總決賽 | 超級1000賽 | 超級750賽 | 超級500賽 | 超級300賽 | 超級100賽 | 國際挑戰賽 | 國際系列賽 | 未來系列賽 | 其他 |